# Хаббард, Лафайет Рональд
Лафайе́т Ро́нальд Ха́ббард (также Л. Рон Хаббард; англ. Lafayette Ronald Hubbard, L. Ron Hubbard; 13 марта 1911, Тилден, Небраска, США — 24 января 1986, Калифорния, США) — американский писатель-фантаст. Основатель Церкви саентологии (1954 г.), автор книг по дианетике и саентологии и связанного с ними комплекса идей и практик, которые его последователи считают религиозными, а учёные и критики осуждают как псевдонаучные.
В 1930-х — 1940-х годах Хаббард был писателем, членом «Клуба путешественников-исследователей». Хаббард стал национальной знаменитостью и основателем самого быстрорастущего движения в США после того, как его книга «Дианетика: современная наука душевного здоровья» стала бестселлером газеты «Нью-Йорк таймс» в июне 1950 года. Критики осудили эту книгу как псевдонаучную, и в 1994 году она получила Шнобелевскую премию. Но учение Хаббарда приобрело много восторженных сторонников.
Продолжая развивать дианетику после 1950 года, Хаббард отнёсся серьёзно к воспоминаниям прошлых жизней; постепенно его взгляды претерпели эволюцию, и он стал рассматривать своё учение не как науку, а как религию; в итоге в 1954 году была основана Церковь саентологии. Хаббард был её лидером до конца жизни.
Хаббард занесён в Книгу рекордов Гиннесса как «самый публикуемый» автор (1084 опубликованных работы), а также «самый переводимый» автор. В число его работ входят как материалы по саентологии, так и художественная литература — около 220 рассказов и повестей, около 20 романов, а также стихотворения, пьесы, сценарии фильмов. Литературное наследие Хаббарда, как и его деятельность и жизнь в целом, вызывают противоречивые оценки — от обвинений в шарлатанстве (в том числе со стороны критиков дианетики и саентологии) до восхвалений (со стороны приверженцев основанной на идеях Хаббарда организации).

## Биография
Хронология жизни Хаббарда, составленная последователями саентологии, вызывает много вопросов, в то же время независимые учёные при анализе саентологии обычно не делают упора на подробном исследовании биографии её основателя. Поэтому представляется возможным составить лишь общий обзор жизни Хаббарда, а наиболее красочные события его биографии невозможно подтвердить источниками, которые были бы полностью независимы от Церкви саентологии. Церковь саентологии выпускает данные о жизни Хаббарда в очень положительном ключе (агиография), а критики стремятся опровергнуть все данные, представленные с её стороны, но при этом некоторые из них неоднократно были уличены в подтасовке фактов. Независимые от саентологов исследователи, в числе которых — журналисты авторитетных изданий, бывшие саентологи и родственники Хаббарда, считают приведённые в официальной биографии данные отчасти недостоверными, отчасти — ложными.

### Детство и юность
1911-й: Родился 13 марта в Соединённых Штатах в г. Тилден (штат Небраска) в семье офицера американского флота Гарри Росса Хаббарда и Ледоры Мей Уотербери. Детство провёл на диком Западе в штате Монтана, где располагалось семейное ранчо Хаббардов. В сентябре 1911 года Хаббард с отцом и матерью переехали в Дюрант, штат Оклахома.
1913—1917: Хаббард со своей семьёй переехал в Калиспелл, штат Монтана. Там он — что не подтверждено никем, кроме него самого — познакомился с индейцами из племени черноногих после того, как увидел их ритуальный танец. Позже он со своей семьёй переехал в Хелену, столицу штата Монтана. Там он, по собственным словам, познакомился с шаманом племени черноногих Старым Томом. Между ними завязались дружеские отношения, в результате Хаббард удостоился чести стать кровным братом черноногих. В этот период Хаббард лето проводил на семейном ранчо, а зиму — в трёхэтажном кирпичном доме в Хелене.
1918—1921: Совершает с дедом автомобильное путешествие из Хелены в Портленд, штат Орегон. После возвращения в Хелену Хаббард один отправляется к отцу в Такому, штат Вашингтон. Позже он с родителями переселяется в Сан-Диего, а через год — в Окленд.
1922—1923: Хаббард-отец, в связи с военной службой, комиссован в Puget Sound Naval Shipyard около города Бремертон, штат Вашингтон. Хаббарда зачисляют в школу г. Бремертона Union High, а позднее он учится в школе Queen Anne High School в Сиэттле. В апреле 1923 года он становится членом организации «Бойскауты Америки». 8 мая молодому Хаббарду было присвоено звание скаута II класса, 5 июля — скаута I класса. В октябре отец Рона, офицер ВМС США, получил приказ о переводе в город Вашингтон. 1 ноября Хаббард с семьёй отправляется на борту военно-морского судна «Ulysses S. Grant» из Сан-Франциско в Нью-Йорк через Панамский канал. Из Нью-Йорка они направляются в Вашингтон. В пути Хаббард познакомился с офицером американского флота Джозефом Томпсоном по прозвищу «Змей». Томпсон находился в переписке с Зигмундом Фрейдом и даже называл себя его учеником. По утверждениям саентологов, Томпсон на протяжении нескольких месяцев знакомил Хаббарда с глубинной психологией и представлениями Фрейда о разуме; кроме того, Хаббард приписывает Томпсону высказывание, ставшее впоследствии одним из принципов саентологии: «Если что-то не является истиной для вас, то это не правда».
25 марта 1924 года Хаббард стал «скаутом-орлом», по утверждению самого Хаббарда и Церкви саентологии — самым молодым в США. В 1925 году он вернулся домой в Монтану, но летом 1927 года вновь отправился в путешествие, посетив Гавайи, Японию, Китай, Филиппины, Гуам.
В выпускном классе средней школы Хелены Хаббард стал редактором школьной газеты, для которой также сам писал статьи (в том числе о своих поездках). Это можно считать началом его литературной карьеры. В 1928 году он снова уехал на Восток и четырнадцать месяцев путешествовал по Китаю, Японии, Филиппинам и Индонезии; также один сезон Хаббард проработал рулевым на двухмачтовой береговой шхуне.

### Начало писательской деятельности
Осенью 1930 года Хаббард поступил в Университет Джорджа Вашингтона на специальность по ядерной физике, а через некоторое время стал пилотом и основал аэроклуб университета. С этого времени он начал писать статьи об авиации и путешествиях. Хаббард написал статью «Мурашки в попутном ветре» для журнала «Пилот-спортсмен» (январь 1932 года) и первые рассказы «Тах» (февраль 1932 года) и «Приземлённый» (апрель 1932 года) для журнала «Университетский топор», а также получил литературную премию университета за пьесу «Бог улыбается». Кроме того, в 1931 году Хаббард был секретарём, а позже и президентом университетского отделения Американского общества инженеров-строителей.
По собственным словам Хаббарда, учился он плохо: преподававшиеся в университете предметы его не привлекали. Двадцать лет спустя, в одной из первых публичных лекций после выхода книги «Дианетика», он описал это так: «Я думаю, что администратор, должно быть, был слеп или глух в тот день, но он принял меня в университет. Там сразу же пожалели об этом, потому что я, похоже, никогда не придерживался учебной программы. … Моим единственным мерилом совершенства было то, узнал ли я что-нибудь о том, о чём хотел бы знать». Уже в те времена зародился его интерес к области, позднее ставшей саентологией: в частности, Хаббард проводил эксперименты с прибором визуализации звуковых волн Кёнига, пытаясь выяснить, что объединяет поэзию разных стран. После двух лет обучения Хаббард покинул университет.
В 1931 году (по другим данным — в октябре 1932 года) он отправился в «карибскую киносъёмочную экспедицию», куда звал «неугомонных молодых людей со страстью к путешествиям». С июня по сентябрь 1932 года он участвовал в минералогической экспедиции в Пуэрто-Рико. В 1933 году Хаббард женился на Маргарет Грабб и начал зарабатывать писательской деятельностью для pulp-журналов. Его первый рассказ «Зелёный бог» вышел в журнале «Захватывающие приключения» в феврале 1934 года. Хаббард писал очень много рассказов и пользовался несколькими псевдонимами: Винчестер Ремингтон Кольт, Бернард Хаббель, Рене Лафайет, Скотт Морган, Курт фон Рахен, Джон Сибрук и другими. К середине 1930-х годов Хаббард писал для pulp-журналов уже во многих жанрах — от вестернов до фэнтези. В 1937 году он выпустил свой первый роман «Бригады в оленьих шкурах», а также написал второй — «Убийство в пиратском замке». Кинокомпания «Коламбия пикчерс» приобрела права на экранизацию второго романа, и Хаббард не стал издавать эту книгу, а на несколько месяцев переехал в Голливуд, чтобы написать на её основе сценарий к сериалу «Тайна острова сокровищ». Закончив работать в Голливуде, Хаббард вернулся в Нью-Йорк и стал писать для журнала «Поразительная научная фантастика». Писал он в нескольких жанрах, однако наибольшую известность получил как автор научно-фантастических произведений и стал одним из основоположников современной научной фантастики наряду с Айзеком Азимовым и Робертом Хайнлайном. Хаббард подружился с редактором «Поразительной научной фантастики» Джоном Кэмпбеллом-младшим, для которого написал свой первый фантастический рассказ «Опасное измерение», опубликованный в июльском номере журнала в 1938 году (в России рассказ опубликован под названием «Отрицательное измерение» в № 4 журнала «Если» за 1995 год). Кэмпбелл выпускал также журнал «Неизвестное» в жанре фэнтези, Хаббард стал постоянным автором и в нём. Хаббард быстро получил признание в писательских кругах как талантливый и плодовитый автор, и в 1935 году его выбрали президентом нью-йоркского отделения Американской гильдии писателей. К наиболее известным работам этого периода относятся повесть «Страх», которую Стивен Кинг описал как «классическое произведение, создающее ощущение наползающего, сюрреалистического страха», а также роман-антиутопия «Последнее затемнение», позже вошедший в курс писательского мастерства Политехнического университета штата Калифорния.
Немецкий религиовед Марко Френчковский отметил, что последователи саентологии склонны переоценивать творчество Хаббарда, в то время как критики, наоборот, недооценивают его. По мнению Френчковского, на самом деле Хаббард писал весьма качественные (пусть и не шедевральные) произведения, причём в очень большом количестве: около 220 рассказов и новелл, около 20 романов, а также пьесы для постановки на сцене, сценарии к фильмам и т. д.

### Экспедиция на Аляску

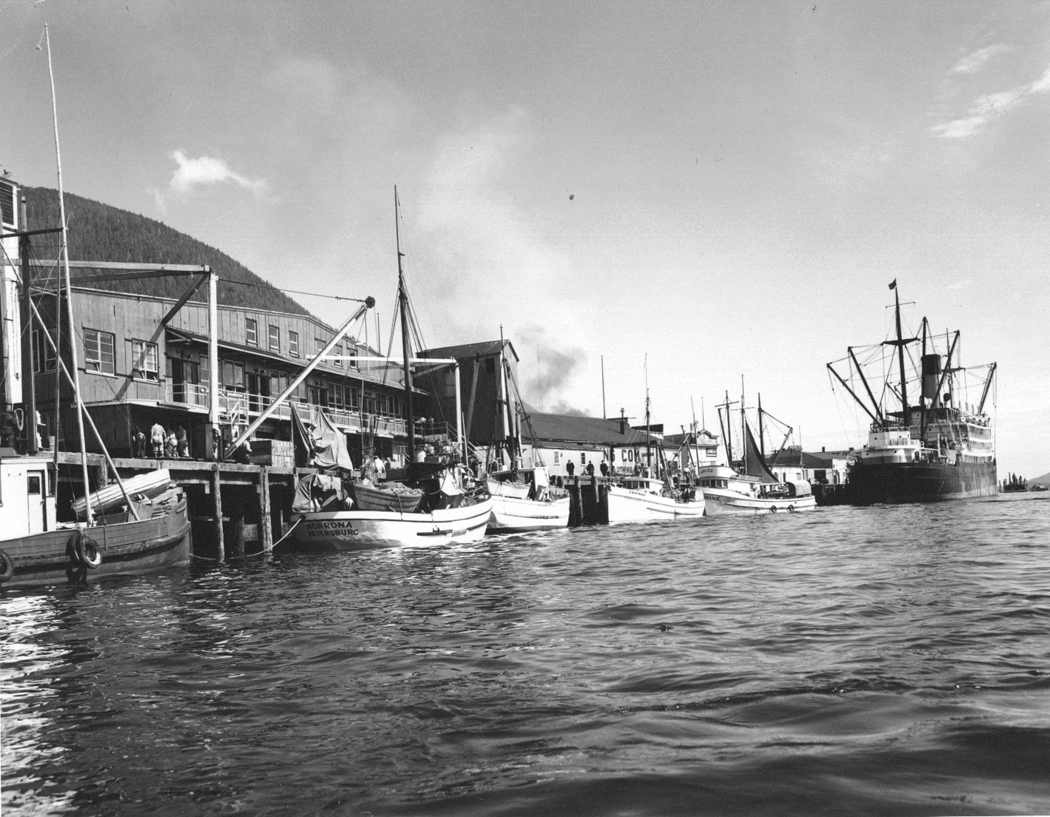
Набережная в Кетчикане (снимок 1947 года)

В 1940 году Хаббард был избран членом Клуба путешественников-исследователей. Репортёр Тони Докупил отмечает со слов друга Хаббарда тех времён, что «это [вступление в Клуб] было единственным, к чему он [Хаббард] отнёсся серьёзно и чем гордился». В июне этого же года Хаббард отправился под флагом Клуба в экспедицию по радиоисследованиям на Аляску. В заявленные задачи экспедиции входило нанесение на карту подробностей береговой линии от мест севернее Сиэтла до юго-восточной Аляски (для Гидрографической службы Военно-морского флота США); проведение экспериментов с радионавигацией и изучение «белого шума», а также антропологические наблюдения индейских народов этого региона. Хаббард с женой, также участвовавшей в экспедиции, сделали вынужденную остановку на несколько месяцев в Кетчикане, поскольку судно требовало серьёзного дорогостоящего ремонта (замены коленчатого вала). Чтобы заработать на жизнь и на ремонт судна, Хаббард устроился диктором на местное радио KGBU, где вёл свою передачу «Почтовый буй», а в свободное время писал рассказы. Ближе к концу экспедиции (в декабре 1940 года) Бюро морской инспекции и навигации США выдало ему лицензию «на управление паровыми и моторными судами».

### На Второй мировой войне
В конце июня 1940 года Хаббард получил звание младшего лейтенанта запаса ВМС США, а в конце 1941 года, после нападения Японии на Перл-Харбор, его призвали на действительную службу и откомандировали на Филиппины. Когда японцы захватили Филиппины, Хаббарда перевели в военно-морскую разведку в Австралии. За время дальнейшей службы Хаббард командовал сторожевым кораблём YP-422 в Бостоне и противолодочным кораблём PC-815 на севере Тихого океана, а также был штурманом на борту десантного грузового транспорта «Алголь». 19 мая 1943 года неподалёку от побережья Орегона корабль PC-815 под командованием лейтенанта Хаббарда начал преследование двух японских подводных лодок (к преследованию, продолжавшемуся несколько суток, присоединились другие суда) и, по рапорту Хаббарда, потопил одну подводную лодку и нанёс серьёзные повреждения второй. Однако командующий Северо-Западным морским фронтом вице-адмирал Фрэнк Джек Флетчер в своём рапорте адмиралу Честеру Нимицу выразил сомнение в том, что команда PC-815 действительно потопила подводную лодку, поскольку, по имевшимся данным, в прибрежных водах Орегона подводных лодок противника замечено не было. Этот инцидент породил множество споров, которые не утихают и до сих пор. В 2014 году группа водолазов пыталась найти остатки потопленной Хаббардом и его командой подводной лодки. Очевидец-ветеран Роберт Вуд, находившийся во время той погони на борту противолодочного корабля SC-536, утверждал, что во время боя с наблюдательного дирижабля поступило подтверждение поражения подводной лодки глубинной бомбой. Местные рыбаки рассказывали, что в районе предполагаемого сражения сети уже много лет зацепляются за неизвестный объект на дне. В том же 2014 году водолазы с помощью гидрографического оборудования получили предварительное изображение объекта примерно 60 метров в длину, 4,5 метров в ширину и 5 метров в высоту над уровнем дна. Однако сильное течение помешало им опуститься к этому объекту и обследовать его. Джон Мелтон в статье, посвящённой биографии Хаббарда, утверждает, что потопление подводной лодки командой PC-815 «получило документальные подтверждения лишь недавно из-за нежелания американского правительства признать, что во время войны японцы фактически действовали в районе Тихоокеанского побережья Америки». В 1944—1945 годах Хаббард завершил дополнительную подготовку по предмету военного управления в военно-морском учебном центре Принстонского университета. Последние месяцы войны Хаббард провёл в военно-морском госпитале Окленда (штат Калифорния).

### Работа по реабилитации военнопленных
1945: После боевого ранения находился на излечении в военно-морском госпитале Оук-Нолл в городе Окленд (штат Калифорния), где применил свои первые методики для того, чтобы восстановить собственное здоровье. Там он, по своим утверждениям, также работал с другими моряками, бывшими узниками японских лагерей для военнопленных, теми, для кого медицина сделала всё, что могла, но не сумела помочь. Провёл серию исследований и экспериментов, связанных с работой внутренних желёз, вырабатывающих гормоны.
По другим сведениям, никаких боевых ранений у Хаббарда не было. Единственной травмой была травма ноги, полученная на суше (возможно, Хаббард сам повредил себе ногу, чтобы его списали на берег).

### Интерес к оккультизму
Сразу же после войны, в декабре 1945 года, когда Хаббард всё ещё был действующим офицером, он проявил интерес к Ордену восточных тамплиеров — группе ритуальной магии под руководством оккультиста, мага и сатаниста Алистера Кроули. В тайных ритуалах ордена практиковали использование секса для создания магической энергии. В Пасадене на тот момент открылась небольшая ложа ордена, которую возглавил Джон Парсонс, американский инженер-ракетостроитель и химик. Выйдя из госпиталя, Хаббард принял участие в деятельности именно этой группы, однако отказался стать членом ордена. Тем не менее, он помогал Парсонсу проводить некоторые магические ритуалы. В начале 1946 года, по утверждениям Парсонса, Хаббард убедил его продать недвижимость ложи, что в итоге привело к её развалу. С другой стороны, по утверждениям Хаббарда и нынешней Церкви саентологии, Хаббард проник в ложу Парсонса по заданию разведки США, поскольку с ложей были связаны физики-ядерщики на государственной службе; он ликвидировал штаб-квартиру и распустил саму ложу, а также спас девушку, попавшую под её влияние. Хотя некоторые критики и исследователи (например, профессор религиоведения Университета штата Огайо Хью Урбан) утверждают, что участие в деятельности ордена наложило свой отпечаток на дальнейшую деятельность Хаббарда, и прослеживают мотивы учения Кроули в работах Хаббарда, другие (в частности, экстраординарный профессор Орхусского университета Дорте Кристенсен) не находят никакого сходства между этим учением и саентологией.

### Продолжение писательской карьеры
В феврале 1946 года Хаббард уволился с действительной военной службы, развёлся и снова женился — на Саре Нортруп Холлистер. Он продолжал зарабатывать писательской деятельностью и снова издал много рассказов. Самыми популярными работами того времени оказались рассказы из серии «Доктор Мафусаил», изначально опубликованные в журнале «Поразительная научная фантастика» под псевдонимом Рене Лафайет (в 1970 году их переиздали в виде сборника). Герой этих рассказов — семисотлетний «Солдат Света», который путешествует по всей галактике и совершает медицинские подвиги, а также участвует в межпланетных политических событиях, хоть это и противоречит профессиональной этике его организации.

### Зарождение дианетики

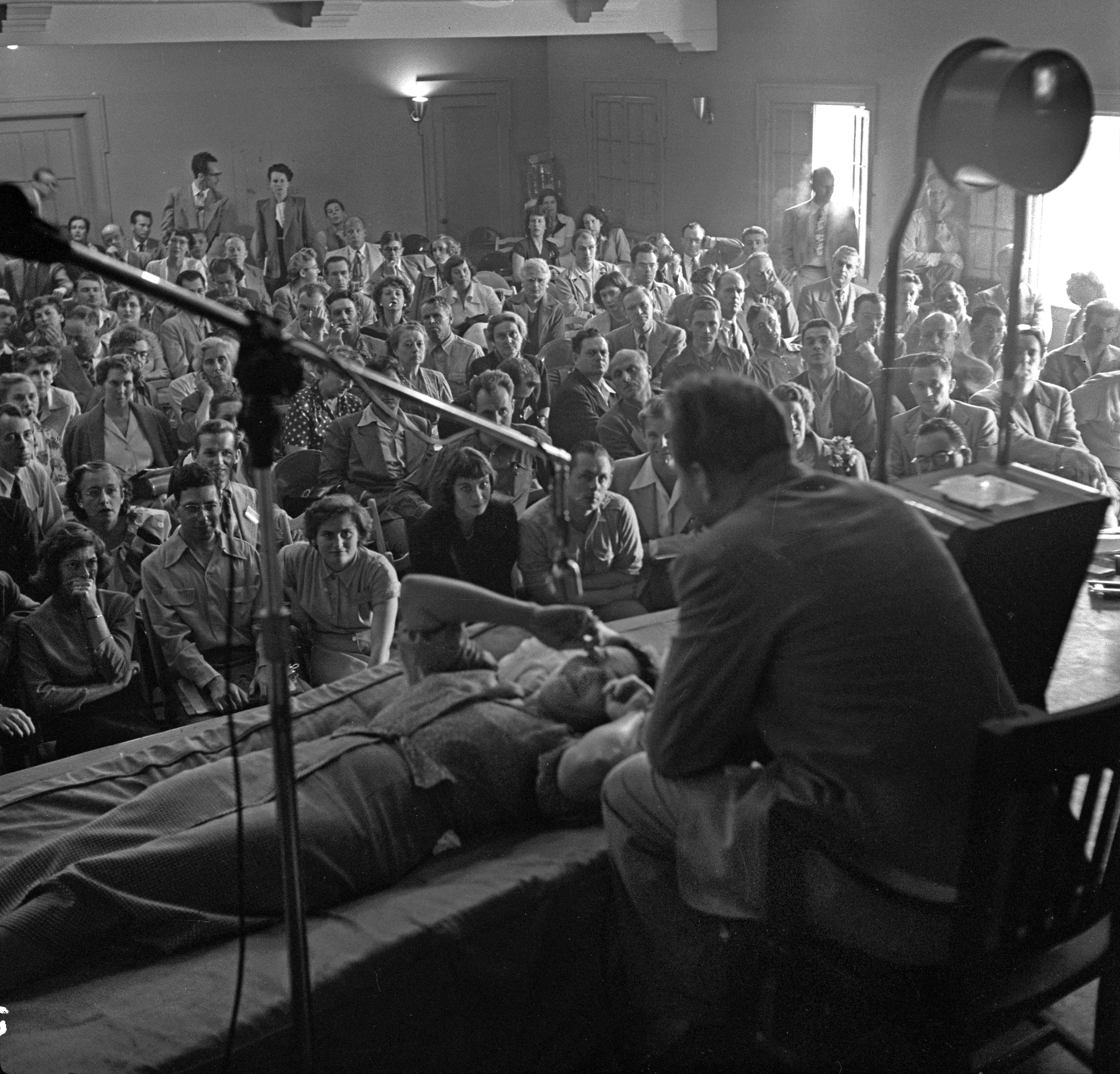
Хаббард проводит семинар по дианетике, 1950 год

В последующие годы Хаббард направил бо́льшую часть внимания на разработки в области разума и в 1948 году написал свою первую нехудожественную работу — «Первоначальные тезисы». Рукопись, показанная Хаббардом нескольким друзьям, повествовала о проблемах в работе человеческого разума и о возможности справиться с ними при помощи техник личного консультирования под названием «одитинг». В 1949—1950 годах Хаббард опубликовал первые статьи по дианетике: вступительное эссе «Терра инкогнита: разум» в «Журнале Клуба путешественников» за март 1950 года и «Дианетика: эволюция науки» в журнале «Поразительная научная фантастика» с предисловием от Кэмпбелла. В апреле 1950 года Хаббард и Кэмпбелл основали Дианетический исследовательский центр Хаббарда в городе Элизабет (штат Нью-Джерси). Благожелательные отзывы на «Первоначальные тезисы» побудили Хаббарда написать и издать более подробную книгу, и 9 мая 1950 года вышла в свет книга «Дианетика: современная наука душевного здоровья». В следующем месяце она заняла первое место в списке бестселлеров газеты «Нью-Йорк таймс», где оставалась до конца года. 10 августа в зале «Шрайн-Аудиториум» Хаббард провёл презентацию «Дианетики» для 6000 человек. В статье газеты Los Angeles Daily News от сентября 1950 года говорилось: «Всего лишь за пару месяцев Хаббард стал национальной знаменитостью и основателем самого быстрорастущего движения в США». Весь остаток года Хаббард ездил по стране с лекциями о принципах, представленных в книге, и обучал одитингу интересующихся. Изначально Хаббард не связывал свою деятельность с религией. Мало того, в ранних лекциях он весьма критично высказывался об узаконенных формах религии.
Однако научное сообщество не приняло дианетику в качестве науки: ни Американская медицинская ассоциация, ни Американская психиатрическая ассоциация не проявили интереса к работам Хаббарда. И хотя он предлагал им рассмотреть свои взгляды на разум, они не приняли дианетику всерьёз. Более того, Американская психиатрическая ассоциация заявила, что методы дианетики не проверялись экспериментально, поэтому следует относиться к ним с осторожностью. Впоследствии Хаббард выражал в лекциях скептическое отношение к врачам и особенно к психиатрам, что в конце концов вылилось в создание антипсихиатрической «Комиссии по нарушениям прав человека в психиатрических учреждениях».
В 1950-х годах Хаббард продолжил читать лекции и написал ещё несколько книг по дианетике, а также объявил о создании саентологии.

### Создание саентологии
В конце 1950-го Хаббард стал получать от последователей дианетики сообщения о возникающих в ходе одитинга воспоминаниях о прошлых жизнях. В первой половине 1951 года в правлении Дианетического исследовательского центра Хаббарда начались бурные обсуждения на тему реинкарнации, и в июле некоторые члены правления пытались добиться принятия резолюции, полностью запрещающей эту тему. В числе руководителей центра, выступавших против рассмотрения идеи прошлых жизней, были Джон Кэмпбелл, который ранее поддерживал Хаббарда и опубликовал статью о дианетике в своём журнале, а также доктор Джозеф Винтер, автор книги о дианетике, написанной в надежде на признание её коллегами-врачами, который в дальнейшем стал критиком Хаббарда и его идей. Несмотря на протесты, Хаббард углубился в тему реинкарнации и объявил о создании нового предмета — саентологии, а в 1952 году основал «Ассоциацию саентологов Хаббарда» (к названию которой позднее добавил слово «международная»). С этого момента акцент в деятельности Хаббарда окончательно сместился с разума как «устройства, которое получает, записывает и хранит образы восприятий» на «то, что просматривает эти образы». Для обозначения последнего Хаббард придумал термин «тэтан», схожий с понятиями «дух» и «душа». И хотя в своих ранних лекциях Хаббард иногда пренебрежительно отзывался о религии, воспоминания о прошлых жизнях, с которыми он столкнулся, а также появление более всестороннего понимания человека и рассмотрение роли человека в системе мироздания перенесло деятельность Хаббарда в религиозную область; к 1954 году его студенты уже утверждали, что саентология выступала для них в роли религии. Однако продолжаются постоянные споры о том, является ли саентология религией и удовлетворяет ли она всем требованиям, чтобы её можно было назвать «церковью». В некоторых странах её официально признали религией, в других — нет.
В 1954 году была основана первая Церковь саентологии в Лос-Анджелесе, а в 1955 году — Учредительная церковь саентологии в Вашингтоне, причём директором последней стал сам Хаббард; в 1956 году он открыл первый саентологический центр в Дублине. Начиная с 1954 года в США, Дании, Канаде, Новой Зеландии, Франции, Южной Африке и других странах мира стали основываться местные отделения церкви саентологии. В 1959 году Хаббард приобрёл у Магараджи Джайпура Мана Сингха усадьбу Сент-Хилл в Англии. Усадьба стала домом Хаббарда на семь лет, а также штаб-квартирой Церкви саентологии: отсюда он управлял саентологическими церквями по всему миру, пока международная структура саентологии находилась на стадии становления и первоначального роста, и здесь же он готовил «одиторов», которые теперь считались аналогом священников в других религиях. В 1960 году, находясь в усадьбе, он написал книгу «Жили ли вы до этой жизни?», в которой попытался доказать существование «прошлых жизней»: в книге представлены истории, преподнесённые как воспоминания различных людей о жизнях на других планетах, событиях в космосе и т. п.

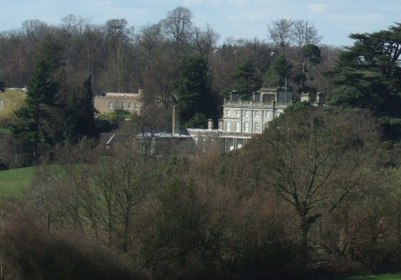
Усадьба Сент-Хилл

1964: Провёл серию специальных лекций, посвящённых «технологии обучения», в которых раскрыл причины сложностей в обучении и образовании.
1965: Опубликовал «Мост к полной свободе» — таблицу, которая показывает последовательный перечень конкретных действий на пути к более высоким духовным состояниям. Согласно таблице, продвигаясь по этому Мосту ступень за ступенью, человек постепенно поднимается из той точки, где он впервые узнал о саентологии, на самый верх Моста, где находится состояние полной свободы. Пройти весь мост может только очень состоятельный человек, так как стоимость курса крайне высока (в частности, на достижение состояния клир в Америке может уйти до десятков тысяч долларов). В этом же году разработал организующую схему (более известную как «оргсхема»), состоящую из семи отделений. Эту схему, а также систему управления производством, разработанную Хаббардом, используют не только саентологические организации, но и некоторые другие компании по всему миру.

#### Классификация саентологии
Церковь саентологии (или саентологию) определяют как новое религиозное движение религиовед и философ Д. Н. Воропаев в Большой российской энциклопедии, религиовед Эмили Сьюзанн Кларк в «Оксфордской исследовательской энциклопедии религии», историк Мюррэй Рубинштейн в статье «Британской энциклопедии», религиоведы И. Я. Кантеров и Е. Г. Балагушкин, социолог Рой Уоллис и другие. Социологи религии Дэвид Бромли и Дуглас Коуэн отметили в 2006 году, что «большинство учёных пришли к выводу, что саентология относится к категории религий с академической точки зрения».
С другой стороны, ряд учёных указывают на трудности её классификации. Например, социологи Стивен Кент и Сьюзан Райне утверждают, что понять саентологию, дать ей определение или отнести её к какой-либо категории сложно и специалистам, и обычным людям. Религиовед Джон Гордон Мелтон в «Энциклопедии религии» издательства Gale описал её как духовное движение. Религиовед и социолог религии Л. С. Астахова пришла к выводу, что деятельность Церкви саентологии является социальной, а не религиозной, поскольку не нашла в её деятельности «направленности и ориентации на Божественное как объект, выполняющий функции Значимого Другого». Терминологию саентологии и то, как Церковь саентологии преподносит себя публике, некоторые учёные интерпретируют как основание считать её разновидностью псевдонауки, которая находится в граничном положении между наукой и религией. И напротив, некоторые религиоведы классифицируют саентологию как религию гностического типа; для таких религий характерно сопутствование научных, религиозных и философских утверждений. Немецкий религиовед Марко Френчковский, в частности, приводит в пример Христианскую науку, которая прямо называет себя «наукой», но «никто не отрицает, что это религиозное сообщество». Он и ряд других[кто?] авторов поясняют, что в период 1950—1954 гг. взгляды основателя саентологии Хаббарда претерпели эволюцию, и он отмежевался от академической науки; например, цитируется высказывание Хаббарда: «Саентологию сегодня никак нельзя характеризовать как науку в том смысле, в котором науку понимает западный мир. Саентология продолжает традицию мудрости, относящейся к душе и к разгадке тайн жизни».

### Уход от управления Церковью саентологии
В 1966 году Хаббард отошёл от управления Церковью саентологии и сосредоточился на новых исследованиях и описании их результатов. В конце того же года он отправился в экспедицию под флагом Клуба путешественников-исследователей номер 163, чтобы провести геологические и археологические исследования в средиземноморье. На протяжении восьми лет Хаббард, называвший себя «коммодором Морской организации», вместе с несколькими приверженцами путешествовал по Средиземному морю и вернулся в США в 1975 году; члены «Морской организации» впоследствии заняли высшие руководящие посты в Церкви саентологии.

### 1963—1979 годы
1968: Опубликовал книгу «Введение в саентологическую этику».
1969: Исследовал причины и последствия наркомании и разработал специальные процедуры, которые направлены на устранение как причин её возникновения, так и последствий употребления наркотиков.
1970: Создал новые административные принципы, и в итоге на основе своего многолетнего опыта и всестороннего изучения вопросов руководства и управления были составлены два капитальных труда: восьмитомник «Курс руководителя организации» (впервые издан в 1973) и трёхтомник серии «Менеджмент» (впервые издан в 1974). Провёл в эти годы изучение всех существующих теорий и практик связей с общественностью и обнародовал свои открытия в этой области, продемонстрировав полностью аналитический и этичный подход к этому предмету. Разработал принципы маркетинга, которые приводят организации к изобилию и расширению. Также в 1970 году основал программу «Криминон» — программу перевоспитания преступников.
1974: Сформировал музыкально-танцевальную труппу на борту корабля «Аполлон», лично обучая исполнителей песен и танцев. Корабль «Аполлон» заходил в порты Карибского моря, где труппа с большим успехом исполняла латиноамериканскую музыку в оригинальной обработке. Многое из того, чему он тогда обучал артистов, можно найти в руководствах из серии «Искусство».
1977: Построил киностудию для выпуска саентологических учебных фильмов и написал десятки киносценариев по дианетике и саентологии. Режиссёром многих этих фильмов он был сам.
1978: Усовершенствовал дианетическую технологию, выпустив в свет «Дианетику Новой эры». Кроме того, на протяжении 1978—1986 годов Хаббард увеличил эффективность саентологии, внеся важные изменения и создав дополнительные курсы и программы. В итоге сумел завершить окончательную разработку и систематизацию саентологии.
1979: Основал программу «Очищение» — программу эффективного выведения из человеческого организма наркотиков, алкоголя, медицинских препаратов и других токсичных веществ, накопленных в течение его жизни, и являющихся причиной усталости, апатии, сонливости, тупости и других нежелательных реакций. В этом же году нашёл источник растущей неграмотности и решил эту проблему, создав позже курс «Ключ к жизни». Эта работа получила широкое признание за свои чудесные результаты.

### «Поле битвы — Земля»
1980: Написал научно-фантастический роман «Поле битвы — Земля» (издан в 1982), выдержанный в традициях боевой фантастики 30-х годов. Написал первые тома научно-фантастической эпопеи «Миссия Земля» (издавались с 1985) — сатирической пародии про слабости нашей цивилизации. Все 11 книг подряд, включая роман «Поле битвы — Земля», стали бестселлерами газеты «Нью-Йорк таймс». По мотивам романа Джоном Траволтой был снят одноимённый фильм.
1981: Выпустил небольшую брошюру «Дорога к счастью» — нерелигиозный моральный кодекс, основанный на здравом смысле. Сейчас распространено более 62 миллионов экземпляров книги.

### Программа избавления от аллергии и астмы
1985: Создал программу избавления от аллергии и астмы — программу, которая направлена на то, чтобы помочь человеку в освобождении от проблем умственного и духовного характера, связанных с аллергией и астмой.
24 января 1986 года Лафайет Рональд Хаббард скончался от инсульта на собственном ранчо в Крестоне (штат Калифорния). Представитель Церкви саентологии объявил, что Хаббард «осознанно прервал своё материальное существование, чтобы продолжить духовные исследования на другой планете, в другой галактике». В каждой Церкви саентологии оборудован личный офис Л. Рона Хаббарда «на случай его возвращения».

## Критика и разногласия

### Биография по версии критиков саентологии

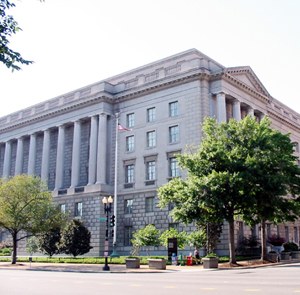
Внутреннее здание налоговой службы США в Вашингтоне, округ Колумбия — одна из целей хаббардовской Операция «Белоснежка»

Здесь приведена биография Хаббарда по версии противников саентологии, в отличие от официальной биографии Хаббарда.
1950 — Американская медицинская ассоциация объявила «поход» против дианетики Хаббарда
1951 — первый судебный вердикт против дианетики (штат Нью—Джерси)
1951 — покушение на Хаббарда в его собственной квартире, укол в сердце неизвестным препаратом
1951 — ФБР США по личному распоряжению Гувера заводит дело на Хаббарда, обвиняя его в коммунизме, гомосексуальности, наркомании, атеизме, материализме и подрывной деятельности против США
1956 — спецслужба ФБР Койнтелпро (Counter-Intelligence Program) берёт Хаббарда и его единомышленников под плотный контроль: 15 лет спустя, благодаря запросу по «Акту о свободе информации, 1966 г.», правительство США созналось, что Койнтелпро проводило во внесудебном порядке прослушивание и взлом помещений, перлюстрацию писем, дезинформацию в прессе, дискредитацию перед работодателями, организовывало фискальные доносы против сайентологов
1958 — Министерство Юстиции США завело несколько дел на активных сайентологов, включая Хаббарда
1959 — под тяжестью судебных исков в США Хаббард переезжает в Англию, организовав сайентологический центр в городе Сент-Хилл, Сассекс, где находится до 1966 года
1962 — под влиянием Всемирной федерации психического здоровья началось преследования сайентологов в Австралии
1963 — запрет сайентологии в Австралии (полностью отменён в 1973 г.)
1966 — запрет саентологии в Родезии, куда Хаббард попытался перенести свою организацию из враждебно настроенной к нему Англии (отменён в 1980 г.)
1968 — запрет сайентологии в Англии (частично отменён в 1970 г., полностью — в 1980)
1968 — запрет сайентологии в Новой Зеландии (отменён в 1969 г.)
1969 — запрет сайентологии в Греции из-за обвинения в «похищении людей» (отменён в тот же год, когда «похищенные люди» нашлись в добром здравии)
1972 — запрет сайентологии в Марокко (неизвестно — действует ли в настоящее время)
1974 — запрет сайентологии в Испании и Португалии из-за обвинения в связях с ЦРУ (позднее отменён)
1974 — Агентство национальной безопасности США под давлением закона о свободе информации признаёт, что ведёт многолетнюю слежку за сайентологами, но не рассекречивает цели и результаты своей работы
1977—1978 — серия судебных процессов против сайентологии в США (например, обвинение в шпионской деятельности), первое осуждение жены и соратницы Хаббард, Мэри Сью; Рон Хаббард в ответ затевает судебный процесс против Генри Киссинджера, который, впрочем, закончился безрезультатно
14 февраля 1978 года Парижский Суд высшей инстанции приговорил к штрафу и условному заключению троих французских лидеров саентологии, а с ними и Хаббарда (заочно, поскольку Хаббард никогда не проживал во Франции и даже не получал повестки из суда). Однако апелляционная инстанция 2 марта 1980 года отменила приговор, при этом также назвав саентологию религией.
С 1979 года Хаббард стал вести уединённый образ жизни, поселившись в городе Хемет, и в 1980-х годах вернулся к писательской деятельности. В этот период его единственным способом поддерживать контакт с внешним миром были десять доверенных посланников. Хаббард разорвал связь со всем внешним миром, даже со своей женой, которую он в последний раз видел в августе 1979 года. Хаббард столкнулся лицом с реальной опасностью быть посаженным в тюрьму за свою роль в операции «Выбешивание» и за организацию кампании «GO» — травли против нью-йоркского журналиста Полетт Купер, поэтому в феврале 1980 ушёл в глубокое подполье, поддерживая связь только с двумя доверенными курьерами — Пэтом и Энн Брокер.
1980 — исчезновение Хаббарда, Церковь саентологии переходит под управление его «опекунов» — Пэта и Энн Брокер и девятнадцатилетнего поверенного Дэвида Мицкевича (Мискевиджа).
1981 — повторное осуждение Мэри Сью Хаббард, тюремное заключение.
1981 — Церковь саентологии переходит под управление Мицкевича, первый раскол в сайентологии.
1981—1982 — краткое восстановление единства сайентологии.
1982 — создание Центра религиозных технологий (под руководством Мицкевича), который с тех пор полностью распоряжается имуществом ЦС, окончательный раскол, создание «Свободной зоны» давним соратником Хаббарда по Морской организации Биллом Робертсоном.
1986 — 23 января составлено завещание Хаббарда, передающее всю его собственность ЦРТ.
1986 — 25 января Рон Хаббард был кремирован без оповещения родственников и друзей, его пепел развеян над Тихим океаном.

### Характер
Личность Хаббарда, как и основанная им саентология, вызывает самые противоречивые оценки. На публике Хаббард был общительным и дружелюбным, последователи и сторонники считают его «динамичной, обаятельной личностью; великим человеком, которому нравятся люди и который нравится им»; некоторые из сторонников после прочтения книг и прослушивания лекций Хаббарда даже начинают считать его собственным другом. В частности, пианист Марио Фенингер, основавший в 1950 году первый дианетический центр во Франции, рассказал в интервью: «…[Хаббард] был самым удивительным человеком из всех, кого я знал. Он обладал научным складом ума, что позволяло ему проводить все эти исследования…»
Айзек Азимов в автобиографии вспоминает, как однажды за обедом он, Роберт Хайнлайн, Лайон Спрэг Де Камп вместе с жёнами, «затаив дыхание, слушали Хаббарда. Он рассказывал истории, без заминки выдавая прекрасно сформулированные абзацы».

Противники, наоборот, описывают его исключительно с негативной точки зрения. Например, в 1984 году, в ходе процесса Церкви саентологии против Джерри Армстронга, судья Верховного суда штата Калифорния Пол Брекенридж-мл. принял решение в пользу Армстронга, сказав при этом о Хаббарде следующее:
«Совершенно ясно, что организация является шизофренической и параноидальной, и это диковинное сочетание, похоже, является отражением её основателя Л. Рона Хаббарда. Все свидетельства открывают нам человека, являющегося просто патологическим лжецом по отношению к своей биографии, происхождению, достижениям. Кроме того, письменные свидетельства и документы отражают его необузданный эгоизм, жадность, алчность, жажду достижения власти любой ценой, мстительность и агрессивность по отношению к людям, которые, по его мнению, или недостаточно к нему лояльны, или враждебны».Оригинальный текст (англ.)The organization clearly is schizophrenic and paranoid, and this bizarre combination seems to be a refection of its founder Lafayette Ronald Hubbard. The evidence portrays a man who has been virtually a pathological liar when it comes to his history, background and achievements. The writings and documents in evidence additionally reflect his egoism, greed, avarice, lust for power, and vindictiveness and aggressiveness against persons perceived by him to be disloyal or hostile.
По заявлению критиков Д. Атака и Дж. Армстронга, в своём дневнике он писал[когда?] такие фразы, как «все люди — мои рабы» и «можно быть безжалостным, когда препятствуют твоей воле, у тебя есть право быть безжалостным».
По утверждению репортёров Джоэла Сапелла и Роберта Уэлкоса, в 1938 году он писал своей тогдашней жене Маргаретт «Полли» Грабб: 

«Я очень надеюсь впечатать своё имя в историю с такой силой, что оно станет легендой, даже если все книги будут уничтожены. Я считаю эту цель своей настоящей целью».

Оригинальный текст (англ.)"I have high hopes of smashing my name into history so violently that it will take a legendary form, even if all the books are destroyed. That goal is the real goal as far as I am concerned."
Бывший саентолог Адель Хартвелл рассказала об одном случае, когда Хаббард несдержанно проявлял эмоции: «Я видела, как он бросил свою шляпу на пол и начал её топтать, при этом он кричал как ребёнок».

Критики указывают, что после Второй мировой войны Хаббард жаловался на своё душевное состояние и по рекомендации своего терапевта даже написал просьбу в Федеральную администрацию ветеранов, чтобы его записали к психиатру или психоаналитику:
К концу моей военной службы я из гордости избегал любых обследований психики, надеясь, что время восстановит мой рассудок, который, у меня есть все основания полагать, существенно расстроен... Я не способен ни объяснить, ни преодолеть стойкую подавленность и склонность к самоубийству, и вновь пришёл к выводу, что я должен сначала преодолеть всё это, прежде чем могу надеяться восстановить своё здоровье полностью.Оригинальный текст (англ.)Toward the end of my (military) service, I avoided out of pride any mental examinations, hoping that time would balance a mind which I had every reason to suppose was seriously affected....I cannot account for nor rise above long periods of moroseness and suicidal inclinations, and have newly come to realize that I must first triumph above this before I can hope to rehabilitate myself at all.
— L. Ron Hubbard
Независимые наблюдатели менее категоричны. В частности, британский религиовед, специалист по новым религиозным движениям Джордж Крайссайдс отметил:

Я поддерживаю описание Хаббарда, данное ему Робертом Элвудом и Гарри Партином. Они характеризуют его как исполнителя роли мага — того, кто обладает умениями в восточной магии и иногда в астрологии, а также отличается мудростью. … Во-первых, Хаббард был лидером особого типа и поэтому, следуя своему образу мага, должен был убеждать последователей, что обладает исключительными качествами и авторитетом, соответствующими харизматическому лидеру. Во-вторых, и это не менее важно, создание организационной структуры саентологии началось не после смерти Хаббарда. Хотя последователи уважают его за достижения, он, без сомнения, также был руководителем и разработал точные процедуры для применения как «религиозной технологии», так и управления саентологическими организациями. При рассмотрении деятельности Хаббарда мы видим, что харизматический лидер превратился в управленца, и после его смерти последователи стараются поддерживать существующую организационную структуру, вместо того чтобы привносить нововведения.

Оригинальный текст (англ.)"My own favoured characterization, following Robert S. Ellwood and Harry B. Partin, is to typecast LRH as the 'magus' (Ellwood and Partin 1988:135).6 The magus is one who possesses skills in oriental magic and sometimes astrology, and who displays extraordinary wisdom. First, although Hubbard was a particular type of leader, and therefore, as the magus, had to persuade his followers that he possessed the credentials appropriate to that particular type of charismatic leadership. Second, and equally important, Scientology's institutionalization was not something that followed after Hubbard's death: however one evaluates his achievements, he was certainly an administrator and laid down very clear procedures, both for the application of his 'religious technology' and also for the structure and operation of the Scientology organization. In Hub bard's case the charismatic leader became the institutionalizer and following his death his members have sought to preserve these institutions, rather than make their own innovations."
Профессор религиоведения Университета штата Огайо Хью Урбан отмечает: «Даже самые ожесточённые критики признают, что Хаббард обладал удивительным и необъяснимым харизматическим влиянием, заставлявшим окружающих испытывать необычайную преданность ему. Он отыскивал и использовал всё, что работает, от гипноза и психоанализа до исследования восточных религий, чтобы создать свою новую науку о разуме»; «будучи одарённым в создании нового из разрозненных частей старого, Хаббард заимствовал множество элементов из широкого спектра религиозных, оккультных, психологических и научно-фантастических идей и создал из них неожиданно удачный синтез».
Религиовед Галина Алексеевна Кукушкина считает, что «Л. Рон Хаббард умело соединил в своём учении религиозно-мифологические представления с рационализмом и прагматизмом, свойственным человеку XX века, потребность людей в духовных исканиях и достижения бессмертия с поисками лучшей жизни в посюстороннем мире. … Присущие Хаббарду прагматизм и менеджерские способности позволили распространить религиозные воззрения в мировом сообществе, объединить верующих в организационно выстроенную религиозную структуру, организовать обучение последователей».
Хаббард интересовался гипнозом и добился некоторых успехов, в том числе в развлекательных целях. В частности, репортёры Джоэл Сапелл и Роберт Уэлкос утверждают, что в 1948 году на встрече писателей-фантастов в Лос-Анджелесе Хаббард сумел убедить одного из присутствующих, будто он баюкает кенгурёнка. В то же время религиовед Дональд Вестбрук указывает, что, несмотря на это, дианетика — диаметральная противоположность гипноза и, по заявлению Хаббарда, «дианетика пробуждает людей, в то время как гипноз — усыпляет».
Во время вынужденного пребывания в Кетчикане Хаббард работал ведущим популярной морской радиопередачи и считался харизматическим рассказчиком. Он взял в долг у банка First National Bank 350 долларов для оплаты обратного билета с Аляски — и не вернул этот долг до конца жизни[значимость факта?].
Бывшая жена Сара Нортруп, с которой Хаббард расстался вскоре после публикации «Дианетики», обвиняла его в том, что он женился на ней, скрыв при этом, что уже женат; что он проходил лечение в частном психиатрическом санатории с диагнозом параноидной шизофрении; что он применял к ней пытки и сильно повредил её слух и так же обращался с предыдущей женой — хотя впоследствии написала заявление: «Всё, что я сообщала ранее о Хаббарде в судах и для прессы, было сильным преувеличением или ложью. На самом деле я всегда считала его выдающимся человеком».
Критики сосредотачиваются на отдельных моментах жизни Хаббарда, утверждая, что они полностью дискредитируют созданное им учение. Сторонники же, наоборот, считают, что детали биографии не так важны, как «инструменты» для улучшения общества, содержащиеся в учении Хаббарда.

### Признание книг экстремистскими материалами
В России некоторые работы были внесены в список экстремистской литературы (без вступления решения суда в силу), но через 10 месяцев были оттуда убраны.
30 июня 2011 года Щёлковский городской суд Московской области признал экстремистскими 8 трудов Р. Хаббарда.
20 марта 2012 года Московский областной суд при рассмотрении кассационной жалобы саентологов подтвердил правомерность решения Щёлковского суда. Согласно решению Мособлсуда, книга «Что такое саентология?» и некоторые другие брошюры Р. Хаббарда подлежат включению в федеральный список экстремистских материалов и запрету к распространению на территории Российской Федерации.

## Личная жизнь
В 1933 году Хаббард женился на Маргарет Грабб; двое детей.
В 1946 году женился на Саре Нортруп (по некоторым данным, официальный развод с первой женой последовал только через год); один ребёнок; развод в 1951 году.
В 1952 году женился на Мэри Сью Уипп; трое детей.

## Память и наследие

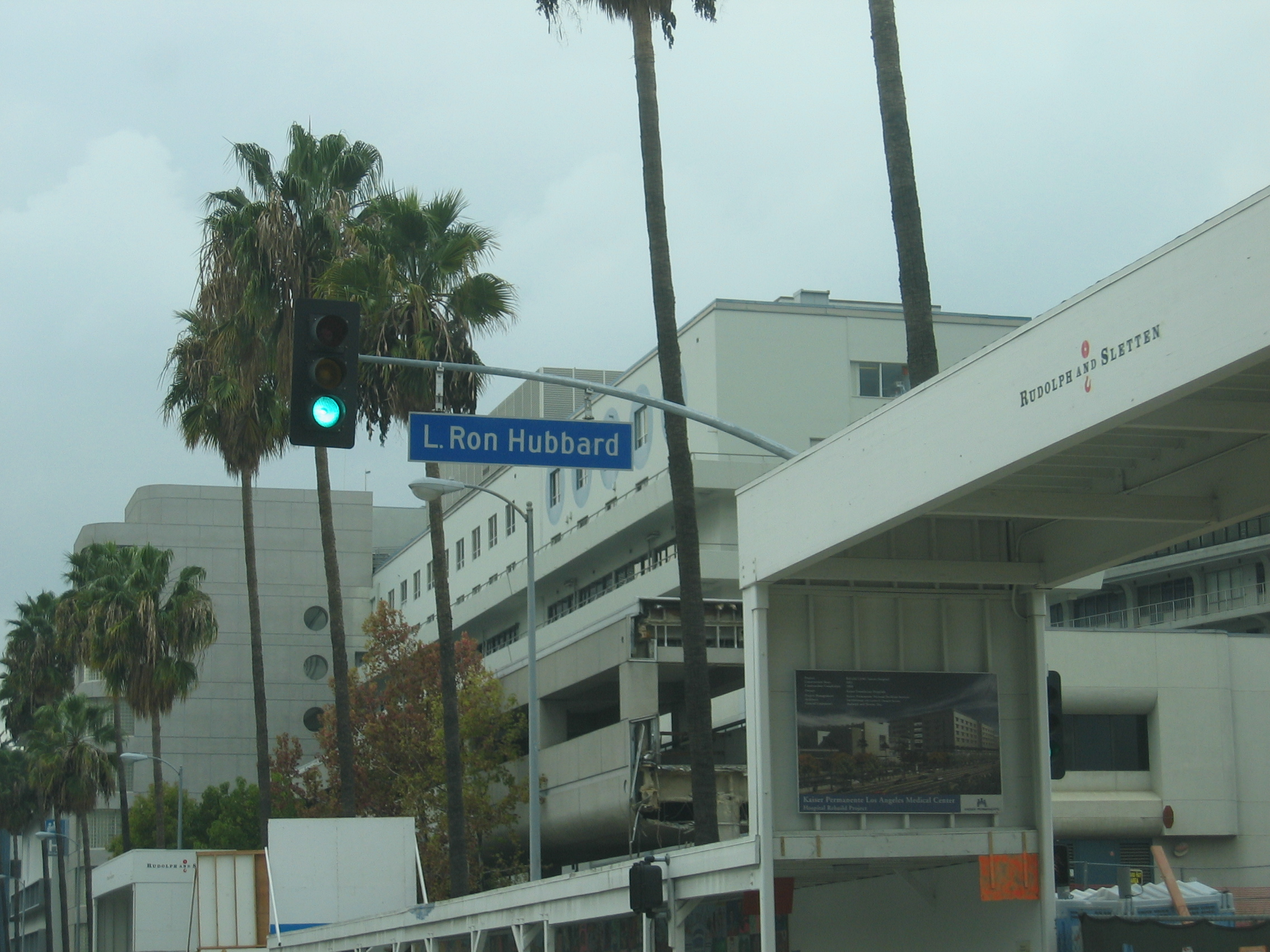
Улица Л. Рона Хаббарда

В 1997 году улица в Лос-Анджелесе, на которой расположен комплекс саентологических организаций, была названа улицей Л. Рона Хаббарда.

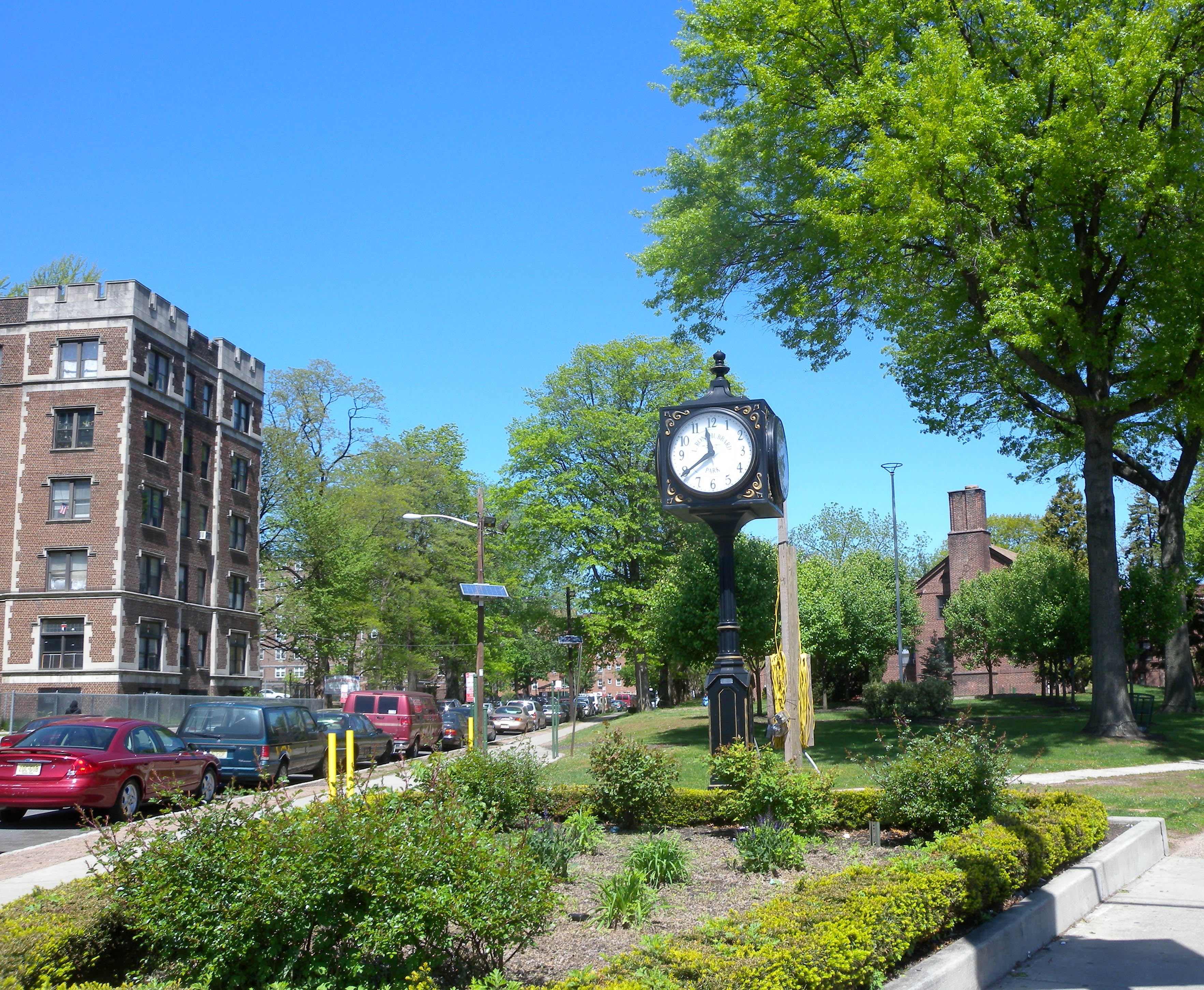
Парк Л. Рона Хаббарда

В Элизабет (штат Нью-Джерси) именем Л. Рона Хаббарда назван парк.
В 2006 году Хаббарда внесли в Книгу рекордов Гиннесса как самого публикуемого автора, а также как самого переводимого автора.
В 2011 году городской совет Уэст-Валли-Сити объявил 13 марта Днём столетия Л. Рона Хаббарда.
В 2014 году Хаббард вошёл в раздел «религиозные фигуры» списка «100 самых влиятельных американцев за всю историю» журнала Смитсоновского института Smithsonian.
В 2016 году его включили в список «ста самых влиятельных религиозных лидеров в истории» по версии Британской энциклопедии.
В 2016 году совет по вопросам образования Нью-Джерси признал день рождения Л. Рона Хаббарда религиозным праздником.
Учение Хаббарда привело к появлению многочисленных ответвлений и отколовшихся групп. С начала 1950-х годов от дианетики и саентологии отделилось множество альтернативных групп: Джекинс («Консультирование по переоценке личности»), Хоус («Гуманика»), Коултер («Синергетика»), Томпсон («Ампринистика»), Хорнер («Дианология») и другие. В 1971 году бывший саентолог Вернер Эрхард основал ЭСТ-тренинг, известную программу повышения осознания для больших групп. В 1982 году Билл Робертсон[значимость факта?] покинул Церковь саентологии и основал «Свободную зону», свободную федерацию саентологических групп. Американский психиатр Фрэнк Гербоде в течение многих лет был саентологом и одно время руководил саентологической миссией в Пало-Алто. Но затем в 1982 году он тоже вышел из Церкви саентологии и позже создал собственный Центр прикладной метапсихологии.

## Часть опубликованных работ
- Дианетика: первоначальные тезисы (написана в 1948, издана в 1951).
- Дианетика: эволюция науки (1950).
- Дианетика: современная наука о разуме (1950).
- Наука выживания: предсказывание человеческого поведения (1951).
- Самоанализ (1951).
- Продвинутая процедура и аксиомы (1951).
- Настольная книга для преклиров (1951).
- История человека (1952).
- Саентология 8-80 (1952).
- Саентология 8-8008 (1953).
- Создание человеческих способностей (1954).
- Продвинутая процедура и аксиомы.
- Как жить, даже если вы руководитель (1953).
- Дианетика 55! (1954).
- Саентология: основы жизни (1956).
- Проблемы работы (1956).
- Саентология: новый взгляд на жизнь (состоит из работ Хаббарда).
- Введение в саентологическую этику (1968).
- Руководство по основам обучения (1972).
- Курс руководителя организации (1973) — серия в 8 томах.
- Менеджмент (1974) — серия в 3 томах.
- Дорога к счастью (1981).
- Саентология 0-8: Книга основ (справочник шкал, схем и таблиц).
- Словарь основных терминов Дианетики и Саентологии (1988).
- Чистое тело, ясный ум: эффективная программа очищения (1990).
- Искусство (1992).

### Художественные произведения
- L. Ron Hubbard. Отрицательное измерение = The Dangerous Dimension, 1938. — Если (журнал), №4, апрель 1995. — ИПК «Московская правда», 1995.
- L. Ron Hubbard. Рабы сна = Slaves of Sleep[англ.]. — Unknown. — 1939.
- L. Ron Hubbard. Пишущая машинка в небесах = Typewriter in the Sky[англ.]. — Unknown. — 1940.
- L. Ron Hubbard. Доктор Мафусаил = Ole Doc Methuselah[англ.], 1970. — Galaxy Press LLC, 2014. — 255 с. — ISBN 1592121314. — ISBN 9781592121311.
- Хаббард, Л. Рон. Поле битвы — Земля[англ.] = Battlefield Earth. — М.: Владимир Юрьевич Сидоренко, 2001. — Т. 1. — 512 с. — ISBN 5-901353-01-3.
- Хаббард, Л. Рон. Поле битвы — Земля = Battlefield Earth. — М.: Владимир Юрьевич Сидоренко, 2001. — Т. 2. — 592 с. — ISBN 5-901353-02-1.
- Миссия «Земля»[англ.] (с 1985) — в 10 томах.
  - Хаббард, Л. Рон. Миссия «Земля»: План вторжения = Mission Earth: The Invaders Plan. — Рига: Полярис, 1996. — Т. 1. — 511 с. — ISBN 5-88132-170-7.
  - Хаббард, Л. Рон. Миссия «Земля»: Во мраке бытия = Mission Earth: Black Genesis. — Рига: Полярис, 1996. — Т. 2. — 415 с. — ISBN 5-88132-178-2.
  - Хаббард, Л. Рон. Миссия «Земля»: Внутренний враг = Mission Earth: The Enemy Within. — Рига: Полярис, 1997. — Т. 3. — 335 с. — ISBN 5-88132-186-3.
  - Хаббард, Л. Рон. Миссия «Земля»: Дело инопланетян = Mission Earth: An Alien Affair. — Рига: Полярис, 1997. — Т. 4. — 334 с. — ISBN 5-88132-260-6.
  - Хаббард, Л. Рон. Миссия «Земля»: Судьба страха = Mission Earth: Fortune of Fear. — Рига: Полярис, 1997. — Т. 5. — 367 с. — ISBN 5-88132-273-8.
  - Хаббард, Л. Рон. Миссия «Земля»: Испытание смертью = Mission Earth: Death Quest. — Полярис, 1997. — Т. 6. — 383 с. — ISBN 5-88132-297-5.
  - Хаббард, Л. Рон. Миссия «Земля»: Навстречу возмездию = Mission Earth: Voyage of Vengeance. — Полярис, 1997. — Т. 7. — 383 с. — ISBN 5-88132-333-5.
  - Хаббард, Л. Рон. Миссия «Земля»: Катастрофа = Mission Earth: Disaster. — Полярис, 1998. — Т. 8. — 383 с. — ISBN 5-88132-297-5.
  - Хаббард, Л. Рон. Миссия «Земля»: Злодейство торжествует = Mission Earth: Villainy Victorious. — Полярис, 1998. — Т. 9. — 383 с. — ISBN 5-88132-378-5.

- Хаббард, Л. Рон. Страх[англ.] = Fear. — М.: ТОО «Компания ПАНИ», 1996. — 221 с. — ISBN 5-89338-002-9.

Краткий перечень опубликованных по-английски работ можно найти в Энциклопедии научной фантастики.

## Пояснения
1. ↑  Балагушкин также определяет её как религиозно-мистическое движение [190]

### На английском языке
- Энциклопедия научной фантастики, статья о Хаббарде авторов Джона Клюта и Питера Николлса[англ.]: http://www.sf-encyclopedia.com/entry/hubbard_l_ron
- Handbook of Scientology / Ed. James R. Lewis, Kjersti Hellesoy. — Brill Academic Publishers, 2017. — 620 p. — (Brill Handbooks on Contemporary Religion). — ISBN 978-90-04-33054-2 (e-book). — ISBN 978-90-04-32871-6 (hardback).
- Melton J. G. The Church of Scientology (Studies in Contemporary Religions). — Signature Books/CESNUR, 2000. — ISBN 1560851392.
- Scientology (англ.) / Ed. James R. Lewis. — Oxford University Press, 2009. — 464 p. — ISBN 978-019-533149-3.
- Urban H. B.[англ.]. The Church of Scientology: A History of a New Religion. — Princeton: Princeton University Press, 2011. — 268 p. — ISBN 978-0-691-14608-9.
- Urban H. B.[англ.]. The Occult Roots of Scientology?: L. Ron Hubbard, Aleister Crowley, and the Origins of a Controversial New Religion. — Nova Religio: The Journal of Alternative and Emergent Religions. — 2012. — P. 91—116.
- Peter Clarke. Encyclopedia of New Religious Movements. — Routledge, 2004. — 688 с. — ISBN 1134499701. — ISBN 9781134499700.
- Lawrence Sutin[англ.]. Do What Thou Wilt: A Life of Aleister Crowley. — St. Martin's Press, 2000. — 483 с. — ISBN 0312252439. — ISBN 9780312252434.
- George Pendle[англ.]. Strange Angel: The Otherworldly Life of Rocket Scientist John Whiteside Parsons. — HMH, 2006. — 368 с. — ISBN 0547545363. — ISBN 9780547545363.
- John Carter. Sex and Rockets: The Occult World of Jack Parsons. — 1240 W. Sims Way Suite 124 Port Townsend, WA 98368: Feral House, 2004. — 238 с. — ISBN 0-922915-97-0.
- Richard Kaczynski[англ.]. Perdurabo: The Life of Aleister Crowley. — Berkeley , California: North Atlantic Books, 2010. — 705 с. — ISBN 1556438990. — ISBN 9781556438998.
- Frenschkowski M. L. Ron Hubbard and Scientology: An annotated bibliographical survey of primary and selected secondary literature // Marburg Journal of Religion. — 1999. — Vol. 4.
- Frenschkowski M. Researching Scientology: Some Observations on Recent Literature, English and German // Alternative Spirituality and Religion Review. — 2010. — Vol. 1. — ISSN 1946-0538. Архивировано 27 февраля 2014 года.
- Wouter J. Hanegraaff. Dictionary of Gnosis & Western Esotericism. — Brill, 2006. — 1228 с. — ISBN 9004152318. — ISBN 9789004152311.
- Gale Editor, Thomas Riggs. St. James Encyclopedia of Popular Culture. — Cengage Gale, 2013. — Т. 2. — С. 729—731. — ISBN 9781558628472.
- Richard T. Schaefer, William W. Zellner. Extraordinary Groups: An Examination of Unconventional Lifestyles. — Waveland Press, 2011. — 401 p. — ISBN 978-1-4786-3002-9.
- Ed. Charles H. Lippy and Peter W. Williams. "Scientology" by Eugene V. Gallagher // Encyclopedia of Religion in America. — Washington, DC: CQ Press, 2010. — Т. 4.
- Lavinia Cohn-Sherbok[англ.]. Who's Who in Christianity. — 2nd. — London, UK: Routledge, 2001.
- Una McGovern. Hubbard, L(afeyette) Ron(ald) (1911–86) // Chambers Dictionary of the unexplained. — London, UK: Chambers Harrap, 2007.
- Dokoupil, Tony. EXCLUSIVE NEW TEXTS FROM SCIENTOLOGY'S L. RON HUBBARD // Newsweek Global. — 2013. — 29 января (т. 161, № 4). — С. 1. — ISSN 2572-5343.
- Hubbard, L. Ron // Encyclopedia of American religious history (4th ed.) / под ред. Queen, E. L., Prothero, S. R., & Shattuck, G. H.. — New York, 2018.
- Hubbard, L. Ron // Who was who in America: with world notables (26th ed.). — New Providence, NJ: Marquis Who's Who LLC, 2016.
- George D. Chryssides. Unrecognized charisma? A study and comparison of five charismatic leaders: Charles Taze Russell, Joseph Smith, L Ron Hubbard, Swami Prabhupada and Sun Myung Moon (англ.) // Max Weber Studies. — 2012. — Vol. 12, iss. 2. — ISSN 1470-8078. — JSTOR 24579924.
- Chryssides G., Wilkins M. A Reader in New Religious Movements: Readings in the Study of New Religious Movements. — Religious Studies And Philosophy. — A&C Black, 2006. — 432 с. — ISBN 0826461670. — ISBN 9780826461674.
- Jay P. Pederson. St. James Guide to Science Fiction Writers. — St. James Press, 1996. — 1208 с. — ISBN 978-1-55862-179-4.
- Bernadette Rigal-Cellard. The Visible Expansion of the Church of Scientology and Its Actors (англ.) // The Journal of CESNUR. — 2019. — January—February (vol. 3, no. 1). — P. 8—119. — ISSN 2532-2990.
- Фаликов, Борис Зиновьевич. Review on Peter Schulte, Die Akte Scientology: Die geheimen Dokumente der Bundesregierung (англ.) // The Journal of CESNUR. — 2019. — January—February (vol. 3, no. 1). — P. 168—172. — ISSN 2532-2990.
- Баркер, Айлин. Revisionism and Diversification in New Religious Movements. — перепечатанное. — Routledge, 2016. — 288 с. — ISBN 1317063619. — ISBN 9781317063612.
- Ian C. Camacho. The World’s First Clear Presentation: When Hubbard Met Sonya Bianchi at the Shrine Auditorium (англ.) // The Journal of CESNUR. — 2019. — May—June (vol. 3, no. 3). — P. 19—52. — ISSN 2532-2990.
- "Inventing L. Ron Hubbard" by Dorthe Refslund Christensen // Controversial New Religions (англ.) / под ред. Associate Professor of Religion James R. Lewis, Jesper Aagaard Petersen. — Oxford University Press, 2005. — 504 p. — ISBN 978-0-19-515683-6.
- James R. Lewis, Jesper Aagaard Petersen. Controversial New Religions. — Oxford University Press, 2014. — 495 с. — ISBN 978-0-19-931531-4.
- Westbrook D. Among the Scientologists: History, Theology, and Praxis (англ.). — Oxford University Press, 2018. — ISBN 9780190664978.
- Donald A. Westbrook. The L. Ron Hubbard landmark site in Bay Head, New Jersey as case study of Scientology’s intellectual history (англ.) // Faculty for Comparative Study of Religion and Humanism Antwerpen

décembre 2016. — 2016. — December.
- Ian C. Camacho. Degrees of Truth: Engineering L. Ron Hubbard (англ.) // The Journal of CESNUR. — 2018. — July—August (vol. 2, no. 4). — P. 28—60. — ISSN 2532-2990.
- Ian C. Camacho. No B.S. inC.E. Here: An Addendum to “Degrees of Truth: Engineering L. Ron Hubbard” (англ.) // The Journal of CESNUR. — 2019. — January—February (vol. 3, no. 1). — P. 140—164. — ISSN 2532-2990.
- Палмер, Сьюзан. The New Heretics of France: Minority Religions, la Republique, and the Government-Sponsored War on Sects (англ.). — Oxford University Press, 2011. — 272 p. — ISBN 0199875995. — ISBN 9780199875993.
- Тимоти Холл. American Religious Leaders. — Infobase Publishing, 2014. — 449 с. — ISBN 1438108060. — ISBN 9781438108063.
- Christian D. Von Dehsen, Scott L. Harris. Philosophers and Religious Leaders. — Greenwood Publishing Group, 1999. — 264 с. — ISBN 978-1-57356-152-5.
- Wallis R. Hostages to Fortune: Thoughts on the Future of Scientology and the Children of God // The Future of New Religious Movements / David G. Bromley, Phillip Everett Hammond. — Macon: Mercer University Press[англ.], 1987. — P. 80—91. — 278 p. — ISBN 0-86554-237-6.
- Bednarowski M. F. New Religions and the Theological Imagination in America. — Indiana University Press, 1989. — 192 p. — ISBN 9780253114464.
- Rothstein M. Science and Religion in the New Religions // The Oxford Handbook of New Religious Movements (англ.) / Ed. James R. Lewis. — Oxford University Press, 2004. — 550 p. — ISBN 9780195369649.
- Scientology in Popular Culture: Influences and Struggles for Legitimacy / Eds. Stephen A. Kent, Susan Raine. — Praeger, 2017. — 373 p. — ISBN 9781440832499.
- Una McGovern. Chambers Dictionary of the Unexplained. — Chambers, 2007. — 776 с. — ISBN 978-0-550-10215-7.
- "Hubbard, L. Ron" by J. Gordon Melton // Encyclopedia of Religion / под ред. Lindsay Jones. — 2. — Detroit, MI: Macmillan Reference USA, 2005. — Т. 6. — С. 4149—4150. — ISBN 0028657330.

### Критика
- Как разговаривать с сайентологом / Майкл Тилс. — 2003.
- Гл. 6. Сайентология // Дворкин А. Л. Сектоведение. — 3-е изд. перераб и доп. — Нижний Новгород: Изд-во братства во имя св. князя Александра Невского, 2002.
- «Тайные жизни» — критическая видеобиография Рона Хаббарда

### Сторонники Рона Хабарда
- Основной официальный сайт (на английском языке)
- Л. Рон Хаббард на www.dmoz.org (недоступная ссылка)
- Экспертизы саентологии на сайте, приводящем факты в поддержку церкви саентологии (рус.)